# Lucije I.
Lucije I., papa od 25. lipnja 253. do 4. ili 5. ožujka 254.

## Životopis
Rodio se u Rimu, oko 200. godine. Otac mu se zvao Porfirijan. Izabran je za papu, nakon progona pape Kornelija. Njega je kasnije u progonstvo poslao car Gal. Kasnije je dobio dopuštenje cara Valerijana da se vrati u Rim. Poslije je opet prognan, te je i umro u progonstvu. Neki drugi izvori navode da nije umro mučeničkom smrću. Pokopan je na groblju sv. Kaliksta. Kasnije su njegove relikvije prenijete u crkvu sv. Cecilije i nalaze se uz relikvije sv. Cecilije. Njegova glava kao relikvija, dospjela je u Dansku oko 1100. g. i sada se nalazi u katedrali sv. Ansgara u Kopenhagenu. Zaštitnik je danske pokrajine Zealand.
Slavi se kao svetac 5. ožujka.